# Moravský Písek (nádraží)
Moravský Písek je železniční stanice ve stejnojmenné obci, část kolejiště leží na katastru Bzence. Nachází se v okrese Hodonín nedaleko řeky Moravy. Leží na elektrizované trati Přerov – Břeclav (25 kV, 50 Hz AC) a neelektrizované jednokolejné trati Bzenec – Moravský Písek. Dále se v obci nachází železniční zastávka Moravský Písek zastávka (trať Přerov – Břeclav).

## Historie
Stanice Písek-Bzenec vznikla v místě mezi Moravským Pískem a Bzencem při budování Severní dráhy císaře Ferdinanda (KFNB) z Vídně do Krakova a slezské uhelné pánve v roce 1841: 27. března byla vykonána první zkušební jízda vlaku o jednom osobním a dvou nákladních vagonech tažených lokomotivou New York. Samotnou stavbu trati prováděla firma bratří Kleinů. Trať plánovali její inženýři Carl von Ghega a Alois Negrelli tak, aby vedla mimo hustší zástavbu, především kvůli bezpečnosti a možnému vzniku požáru při nehodě či jisker od lokomotivy, také proto nádraží vzniklo mimo tehdejší aglomeraci obcí. Úsek Břeclav - Staré Město byl pak oficiálně dán do provozu 1. května téhož roku, slavnostního otevření se zúčastnil též moravskoslezský zemský gubernátor hrabě Alois Ugerte. V září 1841 začaly vlaky pravidelně jezdit ve směru na Přerov. Od 1. listopadu 1863 začíná ve stanici fungovat dvoukolejný provoz vlaků.
20. dubna 1884 byla otevřena železnice z Moravského Písku do Kyjova, budovaná a provozovaná firmou Oskar baron Lazarini z Grazu. 1. června 1887 na ni navázala Rakouská společnost státní dráhy (StEG) svou trať v úseku z Brna, přičemž převzala i Lazariniho trať. Trať byla začleněna do takzvané Českomoravské transverzální dráhy (BMTB) propojující již existující železnice v ose od západních Čech po Trenčianskou Teplou. 1. června 1887 pak StEG pokračovala v této snaze a prodloužila dráhu z Moravského Písku dále do Kunovic, celý projekt byl završen 28. října 1888 prodloužením tzv. Vlárské dráhy směrem na Slovensko. Název nádraží se změnil pravděpodobně s otevřením dráhy do Kyjova v roce 1884, na které vznikla samostatná stanice Bzenec, na Moravský Písek.
Po zestátnění KFNB v roce 1906 a StEG v roce 1908 pak obsluhovala stanici jedna společnost, Císařsko-královské státní dráhy (kkStB), po roce 1918 správu přebraly Československé státní dráhy.
29. března 1985 byl ve stanici zahájen pravidelný provoz lokomotiv elektrické trakce.

## Modernizace
Stanicí prochází Druhý železniční koridor, leží na trase 6. Panevropského železničního koridoru. Proběhla rekonstrukce stanice a úpravy parametrů nádraží na koridorovou stanici: vzniklo jedno zastřešené ostrovní nástupiště s podchodem. Expresní spoje mohou stanicí projíždět rychlostí až 160 km/h, je zde v provozu staniční zabezpečovací zařízení ESA 11, které je dálkově řízeno z Centrálního dispečerského pracoviště Přerov.